# 大地惊雷
是一部1969年的美国西部电影，由亨利·哈撒韦執導，改編自查爾斯·波帝斯的1968年英文同名小说《真實的勇氣》。主演是Kim Darby和约翰·韦恩。约翰·韦恩凭借本片获得了奥斯卡最佳男主角奖。由埃尔默·伯恩斯坦所创作的歌曲获得了金球奖和奥斯卡奖的提名。
小說於2010年再改編成電影，主演是謝夫·布烈治、麥·迪文和希莉·施丹菲。

## 故事
本片的時代設定在1880年代，小女孩瑪蒂·羅斯（Mattie Ross）的父親被一個名為湯姆·錢尼的流浪漢殺死，使富有且美滿的家庭破碎，實際上正是她的父親給了這名流浪漢工作和住處。悲傷的羅斯打算去找到犯人將他施以絞刑。然而當她去尋找錢尼時發現他已經躲在了一個印第安人的營地，只有法警魯斯特·柯本才敢去逮捕他。這位好酒的獨眼法警遠近聞名，據說是西部最強悍的法警之一，羅斯付了他100美元讓他去追踪錢尼。很快他們又遇上了德克薩斯來的年輕人貝夫，原來錢尼曾經在德州殺過一名議員，德克薩斯政府和議員的家屬懸賞讓他把錢尼帶回德克薩斯。然而羅斯卻希望在老家吊死錢尼，他們很快就產生了分歧。然而柯本卻希望帶上貝夫，一方面議員家屬的賞金豐厚另一方面他想把以派普（Ned Pepper）為首的一幫強盜一網打盡。兩人商量好不要帶上礙手礙腳的羅斯，但是倔強的羅斯卻一路追隨他們。
在一場小衝突中，他們幹掉了兩個接應派普的人並且和派普、錢尼交了火。後來羅斯偶遇錢尼，結果沒能殺了對方反而被抓成為人質。貝夫隨後趕來解救了羅斯並抓住了錢尼，他們兩人目睹了柯本和派普之間的決戰，柯本以一敵四，在殺了三人後他的馬中槍倒地把他壓在了下面。貝夫開槍解救了柯本，但是後來卻被逃脫了的錢尼用石頭重擊腦袋而傷，而羅斯卻不小心掉到了毒蛇洞中。柯本上前將錢尼殺死並下去救羅斯，在貝夫的幫助下羅斯成功被救出，貝夫也傷重而倒地死去。柯本雖不捨但因羅斯被毒蛇咬到而受傷，兩人只好將貝夫的遗體置於此，柯本便帶著羅斯去看了醫生。最後柯本陪羅斯去探羅斯家人的墓時，羅斯希望柯本能留下，以後和她葬在一起，柯本勉強答應後便帶著笑聲、騎著他的新馬朝遠方去了。

## 演員
- 約翰·韋恩 飾 魯斯特·柯本（Rooster Cogburn），法警
- Kim Darby（英语：Kim Darby） 飾 瑪蒂·羅斯（Mattie Ross）
- 格倫·坎貝爾 飾 拉·貝夫（La Boeuf）德州警察
- 傑里米·斯拉特（英语：Jeremy Slate） 飾 Emmett Quincy
- 勞勃·杜瓦 飾 拉基·尼德·派普（Lucky Ned Pepper），強盜首領
- 丹尼斯·霍珀 飾 Moon
- Alfred Ryder（英语：Alfred Ryder） 飾 Goudy
- 斯特羅瑟·馬丁（英语：Strother Martin） 飾 Col. G. Stonehill
- 傑夫·科瑞（英语：Jeff Corey） 飾 Tom Chaney
- 約翰·弗德勒（英语：John Fiedler） 飾 Lawyer Daggett
- 詹姆斯·韋斯特菲爾德（英语：James Westerfield） 飾 艾薩克·帕克（英语：Isaac Parker）
- 約翰·多切特（英语：John Doucette） 飾 警長
- 唐納德·伍茲（英语：Donald Woods (actor)） 飾 Barlow
- Edith Atwater（英语：Edith Atwater） 飾 Mrs. Floyd
- Carlos Rivas（英语：Carlos Rivas (actor)） 飾 Dirty Bob
- Isabel Boniface 飾 Mrs. Bagby
- H.W. Gim 飾 Chen Lee
- Ginger Cat 飾 General Sterling Price（未掛名）
- 約翰·皮卡（英语：John Pickard (American actor)） 飾 Frank Ross
- 伊莉莎白·哈羅（英语：Elizabeth Harrower (actress)） 飾 Mrs. Ross
- Ken Renard 飾 Yarnell
- 漢克·沃登（英语：Hank Worden） 飾 R. Ryan
- Jay Ripley 飾 Harold Parmalee
- Kenneth Becker 飾 Farrell Parmalee